# Raúl Javiel Cabrera
Raúl Cabrera Alemán, conocido como Cabrerita (Montevideo, 2 de diciembre de 1919 - Santa Lucía, Canelones, 28 de diciembre de 1992), fue un pintor acuarelista uruguayo. Firmaba sus cuadros como Raúl Javiel Cabrera o Javiel Raúl Cabrera.

## Biografía
Pasa los primeros años de su infancia, abandonado por su familia desde el nacimiento, en el asilo Dámaso Larrañaga y asistia a la escuela José Pedro Varela hasta 5º año.
Desde muy temprano manifiesta sus cualidades artísticas y muy joven comienza a trabajar pintando vitrales. Concurre al Círculo de Bellas Artes de Montevideo, a la Universidad del Trabajo del Uruguay (UTU), dirigida por el pintor Guillermo Laborde. Estudia con Gilberto Bellini, con Pablo Serrano en el Taller Don Bosco y con Carlos Prevosti.
Su trabajo plástico es permanente y constante a pesar de que su vida está llena de internaciones en hospitales psiquiátricos y amigos que lo toman a su cargo, como Lucy, hermana del poeta José Parrilla, que fue su amigo y protector.
Cuando Lucy es desalojada, llega a un acuerdo con el director del Hospital Vilardebó, el Dr. Cáceres, para que aloje al pintor en ese centro. Pero cuando el Dr. Cáceres deja la Dirección del Vilardebó, el nuevo director decide el traslado de Cabrerita a la Colonia Etchepare, donde vivió casi 30 años en condiciones muy precarias.
Cabrerita fue uno de los míticos personajes montevideanos que formó parte de las tertulias del Café Sorocabana junto a personalidades como Idea Vilariño, Humberto Megget, Felisberto Hernández, Carlos Maggi, José Luis "Tola" Invernizzi, etc.
Participa en exposiciones individuales en la Asociación Cristiana de Jóvenes de Montevideo, en el Ateneo y en la XVI Bienal de San Pablo, Brasil, en 1981.
Es premiado en el V Salón Municipal de 1944, VII Salón Municipal de 1946 y X Salón Nacional de Pintura de 1946.
En sus últimos años vivió en Santa Lucía, departamento de Canelones, donde por falta de dinero regalaba sus dibujos a cambio de tabaco, yerba o un vaso de leche. Antes de morir residió con una familia de esa ciudad.
Sus cuadros muestran extrañas niñas, de ojos inmóviles, de caras largas, mirada ausente, con las manos cruzadas, inmóviles, cubriendo el sexo.